# Матвій Міллер
Міллер Матвій, або Мацей Міллер (Maciej Miller; ? — не раніше 26 серпня 1766) — львівський живописець першої половини XVIII ст. Біографічних даних збереглось вкрай мало. Окрім малярства, часто займався позолотою скульптури та різьблення. 1768 року обраний лавником бенедиктинської юридики на Краківському передмісті. У Львові проживав на вулиці Вірменській, 14. Походив з родини художників. 3 жовтня 1756 року «комісія із встановлення порядку» зафіксувала у Львові ще 4-х малярів із прізвищем Міллер, які діяли поза цехом: Франциска, Миколу, Петра і Станіслава. 1752 року взяв шлюб з Елізабет (Ельжбетою) Фриц у львівському костелі святої Марії Магдалини. Свідками виступили скульптори Міхаель Вюрцер[джерело?] і Йоганн Георг Гертнер. Відомо, що близько 1755 року дружина померла, оскільки вже 1756 року він одружився вдруге з Магдаленою з Полейовських, сестрою братів Полейовських — відомих на той час скульпторів і архітекторів. 26 серпня 1766 року, через необережність під час малювання органу, спричинив пожежу в львівському домініканському костелі.
Роботи
- У львівському бернардинському костелі позолотив статуї святих Станіслава і Яна Непомука (1749), виконав поліхромію філярів вівтаря св. Петра Реґелята (1760).
- Позолота вівтаря (1753), поліхромія головного вівтаря (1765) львівського домініканського костелу.
- Золочення капітелей пілястр (1756) і скульптур бічних вівтарів львівського тринітарського костелу (1758, спільно з Франциском Вільдом).
- Поліхромія і золочення вівтаря святого Франциска, казальниці (1757), головний вівтар і вівтар св. Онуфрія костелу бернардинів у Збаражі (1758).
- Позолота вівтаря Матері Божої і покриття сріблом трону у великому вівтарі латинського катедрального собору у Львові (1769–1773).